# Adamawatortel
De Adamawatortel (Streptopelia hypopyrrha) is een vogel uit de familie van de duiven (Columbidae).

## Verspreiding en leefgebied
Deze soort komt voor in Senegal, Gambia, Nigeria en Kameroen.